# To Be Called For
De comedy To Be Called For is een stomme film uit 1914 met Earle Foxe en Adda Gleason in de hoofdrol.

## Rolverdeling
| Acteur           | Personage |
| ---------------- | --------- |
| Earle Foxe       |           |
| Lafe McKee       |           |
| Charles Wheelock |           |
| Adda Gleason     |           |